# Клапани серця

3D реконструкція серця (вид клапанів з верхівки серця, зображення перевернуте на 180° відносно зображення зверху). Не видно легеневий клапан, стулки трикуспідного та аортального клапанів можна побачити лише частково. Зліва два 2D-зображення того ж органу, що показують трикуспідний та мітральний клапани (зверху) та аортальний та мітральний клапани (внизу).

Клапани серця — структури в серці, що забезпечують тік крові в одному напрямку. У відповідний момент вони відкриваються або закриваються, пропускаючи кров або ставлячи їй заслін. При скороченні передсердя стулчасті клапани відкриті, а серпасті — закриті. При скороченні шлуночка — навпаки.
Серце людини має такі клапани: мітральний клапан, трикуспідальний клапан, аортальний клапан та клапан легеневої артерії.

## Будова
Клапани серця складаються з:
- фіброзних кілець;
- стулок;— складок ендокарда;
- сухожилкових хорд — тонких фіброзних утворів, які ідуть у вигляді ниток від країв стулок до верхівок сосочкових м'язів або трабекул. Можуть ділитись на декілька ниточок;
- сосочкових м'язів, які розрізняються за близьким місцем розташування. Бувають передні, задні, розмежовувальні.